# シャルヴァ・マムカシヴィリ
シャルヴァ・マムカシヴィリ（グルジア語: შალვა მამუკაშვილი、グルジア語ラテン翻字: Shalva Mamukashvili、1990年10月2日 – ）は、ジョージアのラグビーユニオン選手。ポジションはフッカー。

## 生涯
マムカシヴィリのジョージア・チャンピオンシップ初出場は2012年アルミア所属のときであった。マムカシヴィリはジョージア代表スコッドに選出され、2012年欧州ネイションズカップのスペイン戦で代表デビューした。同年秋のテストマッチシリーズにも参加した。
2014年8月15日、マムカシヴィリはイングランド・プレミアシップのセール・シャークスと契約し、2014–15シーズンに出場。2015年11月11日、マムカシヴィリはグラスゴー・ウォリアーズと署名。2015–16シーズン末まで加入した。
2020年、レスター・タイガースに加入。 